# Lemańsk
Lemańsk – osada leśna w Polsce położona w województwie śląskim, w powiecie częstochowskim, w gminie Mykanów.
W latach 1975–1998 miejscowość administracyjnie należała do województwa częstochowskiego. W jej pobliżu, ale po stronie gminy Miedźno, znajduje się zbiorowa mogiła pięciu żołnierzy Wołyńskiej Brygady Kawalerii, którzy 2 września 1939 zginęli podczas odwrotu po bitwie pod Mokrą.